# Neurigona carbonifer
Neurigona carbonifer är en tvåvingeart som först beskrevs av Friedrich Hermann Loew 1870.  Neurigona carbonifer ingår i släktet Neurigona och familjen styltflugor. Inga underarter finns listade i Catalogue of Life.